# Virle Piemonte
Virle Piemonte es un municipio italiano situado en la ciudad metropolitana de Turín, en Piamonte. Tiene una población estimada, a fines de mayo de 2024, de 1163 habitantes.

## Evolución demográfica
| Gráfica de evolución demográfica de Virle Piemonte entre 1861 y 2024 |
|                                                                      |
| Fuente: ISTAT - Elaboración gráfica de Wikipedia                     |